# Jack Sparrow
Kapten Jack Sparrow är en fiktiv figur som förekommer i filmserien Pirates of the Caribbean från Walt Disney Company. Serien har fått sitt namn av och bygger på en attraktion som finns i fyra av Walt Disney Companys temaparker. Jack Sparrow spelas av Johnny Depp.

## Handling
Med både fiender och vänner omkring sig seglar kapten Jack Sparrow runt på Karibiska havet i jakt på skimrande saker och andra slags skatter. Förutom sökandet efter skatter ägnar han tiden åt att dricka rom, förföra kvinnor och njuta av sin frihet. Men allt är givetvis inte frid och fröjd på ett av de pirattätaste haven i dåtidens värld. Då och då stöter han på faror som han dock alltid lyckas klara sig undan. Han använder sällan vapen för att bli av med sina fiender. Istället brukar han sin intelligens, sin listighet och sitt munläder och förhandlar sig ur uppkomna situationer.
Alla fångas inte av hans besatthet av rom och av hans själviska sinne. Många är emellertid de pirater som tycker om honom och beundrar hans intelligens, och många är de som delar hans intressen. Sparrow jagas ständigt av sina fiender, det vill säga dels andra pirater, dels myndigheterna och britterna som snarast möjligt vill se honom hängd. Han finner då ofta en fristad i pirathamnen Tortuga. Den har mycket att erbjuda honom, vänner och antagonister bland besättningar på andra piratskepp, rom och vackra kvinnor.

## Filmerna

### Pirates of the Caribbean: Svarta Pärlans förbannelse
I Svarta Pärlans förbannelse - första filmen - vill han få tag på sitt gamla skepp "The Black Pearl", istället hamnar han i ett drama där han måste hjälpa andra för att få det han själv är ute efter.

### Pirates of the Caribbean: Död mans kista
I Död mans kista - den andra filmen - går äventyret vidare och han blir tvungen att betala en skuld som han har till Davy Jones, kaptenen på skeppet Den flygande holländaren. Skulden är ingenting mindre än Kapten Sparrows egen själ.

### Pirates of the Caribbean: Vid världens ände
I  Vid världens ände - det tredje äventyret - måste alla pirater kämpa för sin frihet i ett stort oundvikligt slag där alla blir tvungna att välja sida. Sparrow blir en viktig spelpjäs, då han är villig att göra nästan vad som helst för att få sin frihet tillbaka.

### Pirates of the Caribbean: I Främmande Farvatten
I Främmande Farvatten - det fjärde äventyret - kom upp på biograferna i maj 2011. Johnny Depp fick 376 miljoner kronor för sin medverkan.  Jack letar efter Ungdomens källa, på vägen möter han en gammal vän och älskarinna vid namn Angelica. Han blir senare fångad av hennes far kapten Svartskägg.

### Pirates of the Caribbean: Salazar's Revenge
I Salazar's Revenge (Dead Men Tell No Tales) - det femte äventyret - kommer upp på biograferna i maj 2017. En gammal fiende kallad kapten Salazar (Javier Bardem) rymmer från Bermudatriangeln. Han svär hämnd mot piraterna. Jack Sparrow påbörjar en resa för att hitta Poseidons Treudd, en kraftfull artefakt som ger ägaren full kontroll över havet.

### Övrigt
Filmerna finns även som böcker som bygger på filmmanuset som är skrivna av Ted Elliott och Terry Rossio. Bokmanuset är skrivet av T.T. Sutherland.
Filmerna finns även återberättade för barn på böcker. Det finns också böcker (för barn visserligen) om Kapten Jack Sparrow som tonåring. Där får man följa med i hans äventyr innan Svarta Pärlans Förbannelse och de andra filmerna. Böckerna är skrivna av författaren Rob Kidd.
Trots hans osammanhängande meningar och hans otroligt själviska sinne faller de flesta för Jack Sparrows charm. Månne för att serien är en Disney‑produktion framställs denne laglöse pirat, med otaliga liv på sitt samvete, inte som den ärelöse niding han sannolikt var utan som ett riktigt charmtroll. Det är tämligen lätt att tänka sig att de riktiga pirater som härjade i området inte var fullt lika äppelkindat ridderliga. Jack Sparrow är flink med vapen och mycket förslagen men inte direkt någon hjälte. Han hjälper sina vänner så länge han själv kan tjäna på det, men offrar dem utan betänkligheter om detta skulle gynna honom bättre.
Johnny Depp har själv sagt att den scenen han tycker avslöjar mest om Jack är när han och Elizabeth Swann är fångade på en öde ö och hon eldat upp all rom. Den vanligtvis vältalige Jack Sparrow är då begränsad till meningarna "Nej! Inte bra! Stopp! Inte bra!"

## Böckerna om unge Jack Sparrows äventyr
Det var en gång, innan Den Svarta Pärlans förbannelse, en uppstudsig tonåring vid namn Jack Sparrow...

### Jack Sparrow 1: Cortés Svärd
Jack Sparrow har beslagtagit ett skepp och tillsammans med sin brokiga besättning bestående av en snabbtänkt flicka och en bortskämd adelsman, är han på väg ut på sitt första äventyr. Deras mål är att hitta och lägga beslag på Hernán Cortés legendariska svärd, som kommer att ge dem offatbar makt. Men kommer Jack och hans nya vänner att lyckas eller dukar de under för grymma pirater, stormande hav och forntida förbannelser?

### Jack Sparrow 2: Sirenernas Sång
Kapten Jack Sparrows skepp, Barnacle, och dess fram-tills-nu pålitliga besättning har plötsligt blivit som förtrollande. Samtidigt som jakten efter det mytomspunna Cortés Svärd fortsätter, blir besättningen helt besatta av en mystisk sång. Som ett resultat av detta vill alla segla åt olika håll - och bort från svärdet.
Det är bara Jack som verkar opåverkad av den märkliga sången, men kan han kontrollera sin besättning och bekämpa de starka krafterna som motarbetar - samtidigt?

### Jack Sparrow 3: Piratjakten
Jack och hans kamrater är hack i häl på den ökände piraten Left-Foot Louis. De misstänker att han har det mäktiga Cortéssvärdet. Men det är ingen lek att jaga en våldsam sjöfarare - inte ens för Jacks eminenta besättning. Och som grädde på moset har Barnacles nyligen utnämnda överstyrman Arabella en personlig sak att reda ut med Louis. Något som skulle kunna äventyra hela uppdraget!

### Jack Sparrow 4: Vålnaden
Han har det mystiska pergamentet. Han har läst den mystiska besvärjelsen. Han har hållit det maktfulla Cortéssvärdet i sin hand. Men oturligt nog för Jack Sparrow har han också Svärdets första ägare - Hernán Cortés vålnad - vid sin sida. Nu är Jack och hans besättning strandade på en igensnöad karibisk ö och det ser allt annat ljust ut. Jack måste snabbt hitta på ett sätt att ta makten över Svärdet, besegra Cortés och rädda sina vänner.

### Jack Sparrow 5: Bronsåldern
Efter att jakten på Cortés Svärd äntligen är över, styr kapten Jack Sparrow och hans besättning kosan mot Mexikos vackra kust. Men det som skulle bli en avslappnande semester, förvandlas snabbt till en halsbrytande jakt efter en stulen amulett och den farliga Madame Minuit. Ännu en gång hänger besättningen på Barnacles framtid på en tunn tråd...

### Jack Sparrow 6: Silverskeppet
Jacks första styrman, Arabella Smith, har just gjort en hänadsväckande upptäckt. Hennes döda mamma är - vid liv!
Laura Smith är en tuff piratkapten på sitt skepp Fleur de la Mort. Och med bland hennes besättning finns en av Jacks gamla "bekanta" - den lurige Left-Foot Louis ...
Jack och hans vänner tvingas ombord på Fleur och att komma bort från skeppet visar sig lättare sagt än gjort!

### Jack Sparrow 7: Den gyllene staden
Jack och hans besättning återvänder till New Orleans i hopp om att hitta Barnacles första styrnan, Arabella. Men staden har förvandlats till silver och styrs med järnhand av madame Minuti och hennes polisstyrka av pirater. Klarar Jack och hans besättning att hitta deras första styrman, ta makten från madame Minuti och bekämpa de läskiga bandpiraterna? Och viktigast av allt - vad händer med Barnacle och dess besättning när äventyret är över?

### Jack Sparrow 8: Tidmätaren
Nu är Jack verkligen i trubbel! Davy Jones, den mest fruktade kaptenen på de sju haven är ute efter något som Jack har råkat få i sin ägo - ett magiskt fickur! Den här speciella klockan har nämligen förmågan att kunna påverka själva tiden! Och det är en makt som Jones vill ha för sig själv.

### Jack Sparrow 9: Timmarnas dans
"Timmarna dansar igen..." Med de här tre orden kastas den unge kaptenen Jack Sparrow in i sitt mest svinnande äventyr hittills. Han är förvisad till en vulkanisk ö av en viss kapten Davy Jones, som vaktar över haven. Ön är dessutom bebodd av en levande död, av hjärntvättade sjömän från en annan tidsålder, en magisk gudinna och en av Jacks mest fruktade fiender - kapten Torrents. Som om det inte vore nog tvingas Jack slåss mot förhistoriska flygödlor och sabeltandade katter.
Klarar Jack att få rätsida på tiden igen? Eller hotar undergången och kaos de sju haven?

### Jack Sparrow 10: Faderns synder
Jack Sparrow har seglat på de sju haven själv i ett år, men aldrig har han varit i samma knipa som nu. Förrådd av den person som han har delat sina äventyr med tvingas han nu slåss mot den kungliga flottan och det Ostindiska handelskompaniet samtidigt. Som om det inte vore nog konfronteras han dessutom med mannen han rymde ifrån för ett år sedan - Väktaren av Piratkodexen, Teague!

### Jack Sparrow 11: Poseidons berg
Jack har precis blivit förrådd av sin besättningsmedlem. Nu är han på jakt efter en skatt helt själv, en skatt som han inte är helt säker på att den existerar. Skatten påstås vara ofantligt stor. Tyvärr är han inte ensam om att leta efter den. Ett gäng pirater är ute på samma uppdrag. Vem kommer att hitta skatten först - Jack eller piraterna?

### Jack Sparrow 12: En ny horisont
Ända sedan Jack Sparrow rymde hemifrån har han råkat ut för otroliga och häpnadsväckande äventyr. Han har fått smaka på livet på haven och upptäckt att det lockar honom mer än något annat i världen. Inga värdefulla, materiella saker går upp mot friheten att vara sin egen herre. Nu verkar det som om friheten för ett helt folkslag av varelser står på spel. Jack måste kanske slåss på de svagas sida för att försäkra sig om sin egen frihet.
I den här sista delen i serien om unge Jacks äventyr får han lära sig en hel del om frihet och dessutom blir han tvungen att ta ett viktigt beslut som kommer att påverka honom i resten av hans liv.

### Övrigt om böckerna
I böckerna träffar man både nya och igenkännande karaktärer; bl.a. Davy Jones och Mr. Joshamee Gibbs och även papporna: William "Bootstrap Bill" Turner, Jacks pappa Teague och James Norringtons pappa amiral Lawrence Norrington 
Dock möter man dessa i volym 8-12. Den "nyare" karaktärerna möter man tidigare och de kanske dyker upp i de fem sista volymerna...
Samtliga böcker är skrivna av Rob Kidd.
Svensk översättning: Rebecca Manieri, Kristina Lodén Nilsson & Annelis Dahlqvist
(Svensk) Utgivning av Egmont Kärnan.
Det finns 12 delar om Jack Sparrows tonårsliv.

### Engelska titlar
- 1. The Coming Storm
- 2. The Siren Song
- 3. The Pirate Chase
- 4. The Sword of Cortes
- 5. The Age of Bronze
- 6. Silver
- 7. City of Gold
- 8. The Timekeeper
- 9. Dance of the Hours
- 10. Sins of the Fathers
- 11. Poseidon's Peak
- 12. Bold New Horizons